# Olympische Sommerspiele 1996/Teilnehmer (Dominica)
| Gelbes Symbol für Goldmedaillen mit stilisierten Olympischen Ringen | Graues Symbol für Silbermedaillen mit stilisierten Olympischen Ringen | Braundes Symbol für Bronzemedaillen mit stilisierten Olympischen Ringen |
| ------------------------------------------------------------------- | --------------------------------------------------------------------- | ----------------------------------------------------------------------- |
| —                                                                   | —                                                                     | —                                                                       |

Dominica nahm bei den Olympischen Sommerspielen 1996 in Atlanta zum ersten Mal an Olympischen Spielen teil. Die Mannschaft bestand aus sechs Athleten, von denen vier Männer und zwei Frauen waren. Sie traten in sechs Wettbewerben in zwei Sportarten an. Die jüngste Teilnehmerin war die Leichtathletin Dawn Williams mit 22 Jahren und 216 Tagen, die älteste war Hermin Joseph mit 32 Jahren und 6 Tagen, die ebenfalls in der Leichtathletik startete. Bei der Eröffnungsfeier am 19. Juli 1996 trug Jerome Romain die Fahne des Landes in das Olympiastadion.

## Teilnehmer
| Name           | Alter | Geschlecht | Sportart       | Resultat(e)                                 |
| -------------- | ----- | ---------- | -------------- | ------------------------------------------- |
| Steve Agar     | 28    | männlich   | Leichtathletik | Platz 8 im ersten Vorlauf über 1500 Meter   |
| Cedric Harris  | 29    | männlich   | Leichtathletik | Platz 6 im dritten Vorlauf über 800 Meter   |
| Hermin Joseph  | 31    | weiblich   | Leichtathletik | Platz 5 im zweiten Vorlauf über 100 Meter   |
| Woody Lawrence | 29    | männlich   | Schwimmen      | Platz 60 über 50 Meter Freistil             |
| Jerome Romain  | 25    | männlich   | Leichtathletik | Dreisprung                                  |
| Dawn Williams  | 22    | weiblich   | Leichtathletik | Platz 5 im ersten Halbfinale über 800 Meter |